# FaZe Rug
Brian Rafat Awadis (San Diego, California, 19 de noviembre de 1996), conocido como FaZe Rug, es un youtuber estadounidense que produce blogs, desafíos, videos de juegos y bromas en YouTube.

## Biografía
Brian Rafat Awadis nació el 19 de noviembre de 1996, en San Diego, California, de padres inmigrantes asirios caldeos de Tel Keppe, Irak. Su padre posee dos tiendas. Awadis se graduó de Mira Mesa Senior High School y asistió a San Diego Miramar College antes de abandonar sus estudios durante su primer año para dedicarse a su carrera en YouTube a tiempo completo. Puede hablar el idioma Suret, aunque no lo habla con fluidez.

## Carrera
Awadis y su hermano mayor Brandon iniciaron un canal compartido en YouTube llamado "fathersonchaldean" el 11 de octubre de 2008 y subieron su primer video el mismo día. Subieron al menos tres vídeos más a finales de 2009, momento en el que el canal quedó inactivo.
Brian creó su propio canal de YouTube el 11 de julio de 2012, en el que comenzó a publicar clips cortos de juego de Call of Duty. Fue invitado a unirse al equipo de deportes electrónicos FaZe Clan, del que ahora es copropietario, en enero de 2013. Subió su primer vídeo de broma el 7 de diciembre de 2014.
En noviembre de 2019, Awadis lanzó una canción llamada "Goin' Live" e hizo una canción con Omega ex, acompañada de un video musical lanzado en enero de 2020.
Fue el invitado destacado en la temporada 17, episodio 7 de Ridiculousness de MTV el 24 de junio de 2020. Awadis también creó un video el 30 de abril de 2021. El video lo contenía con Más sobre Faze Rug, luchador profesional e hijo de Rey Mysterio, Dominik Mysterio, titulado "¡Convertirse en una superestrella de la WWE durante 24 horas! (con Dominik Mysterio)". Mysterio lo entrenó para convertirse en luchador de la WWE.
Awadis fue invitado a anunciar la selección de tercera ronda de Los Angeles Chargers en el draft de la NFL de 2022 (posición general 79). La selección fue utilizada en el safety de Baylor, JT Woods.[cita requerida]

## Filmografía
| Año  | Título  | Role     | Ref.        |
| ---- | ------- | -------- | ----------- |
| 2020 | Carmesí | Él mismo | [ 7 ] [ 8 ] |

| Año  | Título    | Role                 | Ref.  | Notas                    |
| ---- | --------- | -------------------- | ----- | ------------------------ |
| 2020 | Ridiculez | Él mismo             | [ 6 ] | Temporada 17; Episodio 7 |
| 2021 | Pollo #1  | Él mismo (Anfitrión) |       | Original de YouTube      |

## Premios y nominaciones
| Año  | Ceremonia               | Categoría | Resultado | Ref. |
| ---- | ----------------------- | --------- | --------- | ---- |
| 2024 | Forbes 30 menores de 30 | Juegos    | Incluido  |      |